# クローン食品
クローン食品（クローンしょくひん）とは、クローン技術によって生産された動物を元にした食品のこと。

## 概説
クローン食品は、本来は単為生殖しない生物の個体をクローン技術を使って複製し、食糧生産に活かした物である。単為生殖は自然界における一種のクローニング（クローンによって繁殖すること）であり、ことイモ類には種芋から繁殖させることが一般的だが、これらをさしてクローン食品とは言わない。
農業の歴史に於いては、作物や家畜などの生産効率や食料にする上での歩留まりの向上などに於いて、また、「おいしい」や「栄養価が高い」のほか「病気になりにくく、よく繁殖する」などの優れた性質を持つものを選択的に繁殖させる人為選択によって農業の効率化を進めてきたわけだが、有性生殖を含む生殖では子を得る段階で優れた性質が必ずしも子孫に受け継がれるとは限らない。その点でクローン技術は同一個体の生産が可能と考えられているため、農業の効率化の上で期待されている。
ただ、その一方で、クローン技術そのものの現時点における技術的な限界や、まだ技術として円熟していないがために予測される未知の欠陥などに対する拒否感など、食生活という人間の根源的な活動に直接影響する分野だけに、安全性に関する様々なレベルから倫理問題に至るまで、方々で議論を呼んでいる。

## 安全性の報告
クローン技術で生産された動物の食品化については以下の国において政府食品当局が安全であると報告している。
- 米国 - FDAが2008年1月15日に「危険ではない」と報告[1]。
- EU - EFSAが2008年1月11日に「問題ない」と暫定報告。最終報告は5月予定[2]。
- オーストラリア[3]
- ニュージーランド[3]

## 消費者の反応
米国における反発は遺伝子組み換え作物とは比較にならないほど強い。消費者団体のCFSはFDAを提訴する動きを見せているほか、議会が食品出荷を遅らせるための法律を立法検討、議会提出をする動きがある。
食品加工、小売企業の中には早くも「クローン動物を取り扱わない」と宣言する企業もある。

## 表示について

### 表示するか否か
まず、「クローン食品」と表示するかしないかという議論がある。畜産農家は、表示に対し強硬に反対している。「（反発が強く）表示したらもう商品にならない」ためである。表示しない根拠として
「FDAによって検討された研究結果で既にクローン食品の安全性は明らかにされており、表示義務など論外だ」（バイアジェン社長、マーク・ウォルトン）
という意見を一例として挙げる。
表示が必要とする根拠としては、
「何らかの問題が発生した場合、クローン食品であることの表示がなければ、問題の原因を突き止めることは不可能になるからだ」（ソーク生物学研究所 細胞神経生物学研究室長　デービッド・シューバート　ネイチャー寄稿）
という意見を一例として挙げる。

### オーガニック?
FDAが1997年に定めたオーガニックの表示基準では遺伝子の「組換え」（遺伝子組み換え作物）は除外対象としているが、「複製」（クローン食品）は除外対象となっていない。また、FDAは「組換え」と「複製」は区別して扱っている。
そのため、育成方法が基準に沿っていれば、クローン食品にオーガニック表示を行うことができる。これに対し、消費者団体は反対している。

## 販売時期
クローン動物の個体数が少ないこともあり、販売は数年先と言われている。
一方で、「今まで生産されたクローン動物が、既に市場に出回っている可能性がある、出回っていると考えている」とする意見もある。